# Школа № 1529 имени А. С. Грибоедова
Школа № 1529 имени А. С. Грибоедова — государственное бюджетное общеобразовательное учреждение города Москвы. Расположена в районе Хамовники Центрального административного округа. Носит имя русского писателя и дипломата Александра Сергеевича Грибоедова.

## История
Годом основания нынешней гимназии № 1529 считается 1905-й, когда в Хамовнической части Москвы был открыт Городской училищный дом по адресу Смоленский бульвар, дом 4. После установления советской власти в этом здании была организована школа-девятилетка № 7 (зав. Кузьменко), а затем средняя школа № 19 (директор Мартьянова Е. В.), которая затем стала школой № 29. Через некоторое время школа № 29 стала опытно-показательной. Здесь отрабатывались передовые педагогические методики, углублённо преподавались иностранные языки. В 1941 году после введения осадного положения школа № 29 также была закрыта, но на следующий год открылась вновь. В период с 1943 по 1953 год в школе обучались исключительно девочки. В 1950 году школе № 29 было присвоено имя А. С. Грибоедова. В 1960 году школа переехала в новое здание на Пречистенке, 12. В 1960—1965 годах школа № 29 неоднократно реорганизовывалась. В 1993 году школа получила статус гуманитарно-экономической гимназии № 1529. В 1999 году при ней была создана прогимназия № 1725. В 2003 году гимназия переехала в здание на 2-м Обыденском переулке, а в старом здании осталась прогимназия № 1725.
Примерно с 1927 года директор — Екатерина Васильевна Мартьянова. Е. В. Мартьянова, более 30 лет руководившая школой, была награждена за свой труд орденом Ленина, в 1946 году избиралась депутатом Верховного Совета СССР. По воспоминаниям М. Н. Ивановой, которая более 50 лет работала в школе, Мартьянова была достаточно строгим директором, пользовалась заслуженным уважением и учеников и коллег. На её жизнь выпало немало испытаний. Как рассказывала Е. А. Фурцева, тогда еще работник МГК КПСС, во время гражданской войны на глазах Мартьяновой в Сибири были казнены два её сына. И всю свою энергию и любовь Екатерина Васильевна отдавала школе. Её судьба послужила материалом для создателей фильма «Сельская учительница», в котором Вера Марецкая сыграла роль Варвары Васильевны Мартыновой.
В период с сентября 1943 по июль 1954 года, когда в городах страны было введено раздельное обучение мальчиков и девочек, то 29-я стала одним из лидеров среди женских школ. Вечера с приглашением мальчишек из мужских школ до сих пор остались яркими моментами в памяти их участников.
В 1954 году было принято решении о совместном обучении мальчиков и девочек. Мужские школы, немало натерпевшись от недисциплинированных, а то и хулиганистых подростков, постарались от наиболее беспокойных под благовидным предлогом избавится. 46-я, 47-я и 50-я школы передали в 29-ю школу немало шпанистых и очень слабо подготовленных ребят.
Летом 1955 года школа, задыхавшаяся в старом здании, переехала в новое помещение на Пречистенке. Все оборудование буквально на руках перенесли учителя и ученики. Новый 1955-56 учебный год школа встретили в новом здании. Школу активно «обживали», обустраивали, но Екатерина Васильевна лишь 1,5 года проработала в этом здании. В январе 1957 года в возрасте 82 лет она умерла.
Сохранившейся в основном учительский коллектив продолжил славную традицию Мартьяновской школы и приумножил их. В 1963 году школа перешла в разряд спецшколы с углубленным изучением английского языка.
С 1957—2000 год директор Инна Михайловна Теплова.
С 2000 — по настоящее время директор Марина Анатольевна Соловьева (25.04.1959 г. рождения, г. Балаково, учитель географии).
Главное здание гимназии № 1529 (2-й Обыденский пер., 9) было построено в XVIII веке на месте усадьбы дворян Зиновьевых. Здание сменило нескольких владельцев, пока в 1903 году Екатерина Констан на основала здесь женскую гимназию, пансион и детский сад. В 1903 г. архитектор Л. Херсонский перестроил дом для частной женской гимназии Е. Е. Констан. Часть здания использовалась под жилье, были здесь и хоровые классы Народной консерватории (1907 г.). Гимназия работала до революции. Здесь преподавали многие крупнейшие учёные: А. И. Некрасов, Г. Г. Шпет. После Октябрьской социалистической революции в здании разместилось Российское общество по изучению Крыма и редакция журнала «Крым». Затем здание передали школе-коммуне 1-й и 2-й ступени с индустриальным уклоном № 32 имени Пантелеймона Николаевича Лепешинского. В 1930-е годы в этой школе учились лётчик-испытатель Степан Микоян, физик Сергей Капица, писатель Анатолий Рыбаков, художник-мультипликатор и иллюстратор Евгений Мигунов и другие. Школа-коммуна № 32 прекратила своё существование в 1941 году. Во время войны в доме был устроен госпиталь, в послевоенное время — педагогические курсы и методический кабинет. В начале XXI века здание отремонтировали для перевода в него Школы № 36, отдавшей свое здание под снос для восстановления Богородице-Рождественского Собора Зачатьевского монастыря. В 2003 г. в отреставрированное здание въехала гимназия № 1529 с углубленным изучением английского языка.

## Образование
В гимназии № 1529 ведётся углублённо преподавание английского языка. Помимо него изучаются немецкий, французский и латынь. После 9 класса ученики разделяются по направлениям: есть социально-гуманитарный, социально-экономический, юридический и естественно-научный (медицинский) классы.
В гимназии действует управляющий совет, в состав которого входят учителя, ученики и родители. Имеется общественная организация — школьная республика «Исток».

## Структура
В настоящее время Школа № 1529 им. А. С. Грибоедова представляет собой образовательный комплекс, в состав которого входят два детских сада, две коррекционные школы, две общеобразовательные школы:
- Дошкольное структурное подразделение № 1 (Малый Власьевский переулок, 7; Пречистенский переулок, 3).
- Структурное подразделение № 2 III—IV вида (Гагаринский переулок, 20с1).
- Структурное подразделение № 3 I—II вида (Пречистенская набережная, 1).
- Структурное подразделение № 4 Гимназия имени Медведниковых (Староконюшенный переулок, 18; Староконюшенный переулок, 20; с января 2017 года в связи с ремонтом СП № 4 переехало в д.28 на ул. Тимура Фрунзе, а с сентября 2019 года школьный контингент временно расформирован[11] в здание СП № 2 и в здание Политехнического колледжа № 2 в 1-й Тружеников переулок д.12 стр.4). В сентябре 2021 года здание гимназии снова открылось после реставрации.
- Структурное подразделение № 5 (2-й Обыденский переулок, 9)

## Положение в рейтингах
Гимназия № 1529 регулярно входит в рейтинги лучших школ Москвы, составленные департаментом образования по результатам образовательной деятельности:
| Год   | 2011 | 2012 | 2013 | 2014 | 2015 | 2016 | 2017 | 2018 | 2019    | 2020 | 2021 |
| ----- | ---- | ---- | ---- | ---- | ---- | ---- | ---- | ---- | ------- | ---- | ---- |
| Место | 22   | 29   | 22   | 36   | 39   | 64   | 75   | 96   | 171-220 | нет  | нет  |